# Otus socotranus
Otus socotranus (лат.) — вид птиц семейства совиных. Обитают исключительно на острове Сокотра, Йемен.

## Описание
Сова очень маленького размера, у которой на полосах бледно-песчано-серые верхние части с сильными прожилками и полосами, более светлые нижние с более темными прожилками и тонкой темной полосой. У простого лицевого диска есть расплывчатые края, и полоса плеча не так заметна, как у других сов, и песочного цвета. Пучки ушей очень маленькие, а глаза желтые. Длина составляет 15—16 см.

## Голос
Голос — повторяющаяся серия нот с низким звуком.

## Ареал и среда обитания
Данный вид сов обитает только на острове Сокотра в Индийском океане у Африканского Рога, который находится на территории Йемена. На Сокотре он встречается более чем на 45 % острова, наиболее многочислен в районах, где есть зрелые пальмы. Его предпочтительной средой обитания является каменистая полупустыня с рассеянными деревьями и кустарниками.

## Биология
О поведении данного вида известно очень мало, вероятно, они питаются в основном насекомыми и мелкими позвоночными. Содержимое желудка одного экземпляра включало кузнечиков, сороконожку и двух ящериц. Также эта птица была замечена в вечерней охоте на мотыльков. Очень мало известно о размножении, но в апреле была поймана самка с увеличенными яичниками. Вероятно, для гнездования эти совы находят естественные дупла. Два 20-дневных птенца были найдены в гнезде в феврале, их возраст говорит о том, что яйца были отложены в начале января.

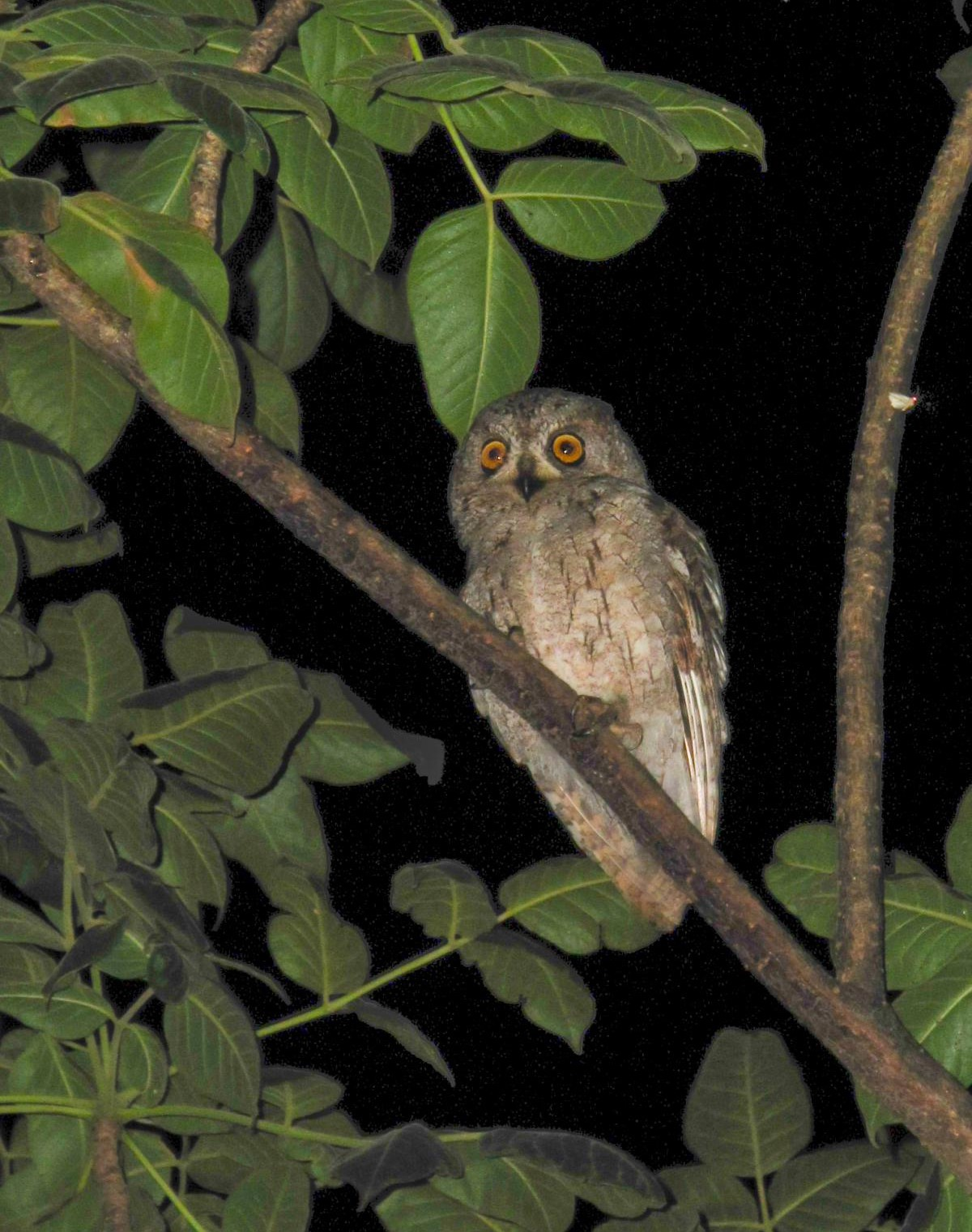
Otus socotranus в природной среде

## Таксономия
Ранее определялась как африканская совка (Otus senegalensis), но различия в оперении и голосе привели к тому, что была выделена в отдельный вид. Недавние генетические исследования позволяют предположить, что его ближайшим родственником является сова из Сейшельских островов Otus insularis. Интересная теория, к которой привели эти исследования, заключается в том, что сова является таксоном, который произошел от колонизации континента от островных предков, что ранее считалось маловероятным, поскольку островные таксоны считались менее конкурентоспособными, чем родственные континентальные таксоны.